# Пшоухуа
Пшоухуа (абх. Пшоухәа) или Сулево (эст. Sulevi, груз. სულევო) — село в Абхазии, в Гагрском районе частично признанной Республики Абхазия, согласно административному делению Грузии — в Гагрском муниципалитете Абхазской Автономной Республики. Высота над уровнем моря составляет 220 метров.

## Население
По данным 1959 года в селе жило 1050 жителей, в основном эстонцы и грузины. В 1989 году в селе проживало 880 человек, также в основном грузины и эстонцы.

## История
Кавказ окончательно присоединили к России в 1864 году. Затем последовала Русско-Турецкая война 1877—1878 гг., в результате которой несколько сотен тысяч абхазов и представителей других малых народов, населяющих Черноморское побережье, вынуждены были покинуть родину и переселиться в Турцию. Также много представителей местных народов погибло в ходе войны.
Царское правительство заселяло опустевшие земли православными: армянами, греками, болгарами и молдаванами, которые были вынуждены оставить обжитые ими земли Турции и находящихся под её властью территории, а также лютеранами из Прибалтики: эстонцами, немцами и латышами.
В феврале-марте 1884 года Черноморское побережье Кавказа посетил посланец Куусалуского прихода Иоханнес Линдвест, который выбрал землю на месте нынешнего села Сальме. Поздней осенью этого же года переселенцы выехали из Эстонии поездом до Ростова-на-Дону, дальше пароходом до Адлера, недалеко от которого и находился участок, выбранный Линдвестом для села Сальме. В начале 1885 года эстонцы прибыли на место и начали строительство первых домов.
В начале этого же 1885 года часть семей основали рядом с селом Сальме в более гористой местности село Сулево. Население Сальме и Сулево росло за счёт новых переселенцев из Лифляндии и Эстляндии, а позже — за счёт эстонских сёл Северного Кавказа. В 1886 году эстонцы из села Эсто-Хагинское (Северный Кавказ), перейдя пешком через Кавказские горы, основали села Эстосадок и Красная Поляна
Согласно Постановлению ВС Республики Абхазия от 4 декабря 1992 года село было переименовано в Пшоухуа. По законам Грузии продолжает носить название Сулево.